# Sergej Milinković-Savić
Sergej Milinković-Savić, em Alfabeto cirílico sérvio Сергеј Милинковић-Савић (Lleida, 27 de Fevereiro de 1995), é um futebolista sérvio nascido na Espanha que atua como meio-campista. Atualmente, joga pelo Al-Hilal.

## Carreira
Sergej nasceu em uma família de esportistas - seu pai Nikola era um jogador de futebol e a mãe, Milana, uma jogadora de basquete da Iugoslávia. Seu irmão mais novo Vanja é um goleiro que atua no Torino. Sergej surgiu no FK Vojvodina, clube muito conhecido por ter revelado jogadores como Slaviša Jokanović, Miloš Krasić e Dušan Tadić.[carece de fontes?]

### Vojvodina
Milinković-Savić fez sua estreia como jogador profissional do Vojvodina em uma derrota por 3-0 para Jagodina em 23 de novembro de 2013. Ele marcou seu primeiro gol em um empate 1-1 contra o Spartak Subotica em 9 de março de 2014.
Em sua primeira temporada na Superliga Sérvia, ele completou um total de treze partidas em que marcou três gols, além de participar do título da Copa da Sérvia de 2013-14, mesmo ano do centenário do clube.
Brasil

### Genk
Em junho de 2014, Milinković-Savić assinou um contrato de cinco anos com  Genk, que pagou um valor próximo de 400 mil euros para tê-lo em seu elenco, e recebeu a camisa com o número 20. Ele fez sua estreia competitiva em um empate 1-1 contra o Cercle Brugge em 2 de agosto de 2014. Milinković-Savić marcou seu primeiro golo pelo Genk no empate por 1 a 1 contra o Lokeren em 18 de janeiro de 2015.
Milinković-Savić terminou sua única temporada pelo Genk com cinco gols em 24 partidas da Jupiler Pro League durante a temporada 2014-2015.

### Lazio
Em 31 de julho de 2015, Milinković-Savić  assinou com a Lazio, que pagou um valor próximo a 10 milhões de euros. Ele fez sua estreia pela equipe em uma vitória por 1-0 em casa sobre o Bayer Leverkusen na primeira partida da fase de play-off da Liga dos Campeões em 18 de agosto de 2015. Milinković-Savić marcou seu primeiro gol pela Lazio no empate por 1 a 1 na Liga Europa com o Dnipro em 17 de setembro de 2015.
Depois de oito anos na Lazio, Milinkovic-Savic consolidou-se no Estádio Olímpico como um dos melhores jogadores da Serie A e também entre as grandes figuras dos laziali no período em que esteve no clube. Disputou 341 partidas pelo clube, com 69 gols e 59 assistências no período.  Ele conquistou uma Copa da Itália e duas Supercopas da Itália.

### Al-Hilal
O Al-Hilal ofocializou a contratação de Milinkovic-Savic em 12 de julho de 2023, a transferência girou em torno de 40 milhões de euros (R$ 213 milhões, na cotação atual). Ele assinou um contrato válido por três temporadas, até 2026.[carece de fontes?]

## Seleção da Sérvia
Milinković-Savić conquistou com a Sérvia o Campeonato europeu Sub-19 de 2013 e o Mundial sub-20 em 2015. Foi eleito o terceiro melhor jogador do Campeonato Mundial de Futebol Sub-20 de 2015.

## Títulos
Vojvodina
- Copa da Sérvia: 2013–14

Lazio
- Supercopa da Itália: 2017, 2019
- Copa da Itália: 2018–19

Al-Hilal
- Supercopa da Arábia Saudita: 2023, 2024
- Campeonato Saudita: 2023–24
- Copa do Rei: 2023–24

### Seleção Sérvia
- Campeonato Europeu de Futebol Sub-19: 2013
- Copa do Mundo FIFA Sub-20: 2015

### Prémios individuais
- Serie A Team of the Year: 2017–18,[13] 2021–22[14]
- Serie A Best Midfielder: 2018–19[15]
- Serie A Player of the Month: December 2019,[16] January 2021[17]
- Lazio Player of the Season: 2020–21,[18] 2021–22[19]
- Arab Club Champions Cup Player of the Tournament: 2023[20]
- Bola de Bronze: Copa do Mundo Sub-20 2015